# Sedum jaccardianum
Sedum jaccardianum är en fetbladsväxtart som beskrevs av René Charles Maire. Sedum jaccardianum ingår i Fetknoppssläktet som ingår i familjen fetbladsväxter. Inga underarter finns listade i Catalogue of Life.